# دان كلوتير
دان كلوتير هو لاعب هوكي جليد كندي، ولد في 22 أبريل 1976 في مونت لوريل في كندا.

## وصلات خارجية
- دان كلوتير على موقع دوري الهوكي الوطني (الإنجليزية)
- دان كلوتير على موقع قاعة مشاهير الهوكي (لاعب أن.إتش.أل) (الإنجليزية)
- دان كلوتير على موقع EliteProspects.com (الإنجليزية)
- دان كلوتير على موقع HockeyDB.com (الإنجليزية)
- دان كلوتير على موقع Hockey-Reference.com (الإنجليزية)